# Autoba ochreola
Autoba ochreola är en fjärilsart som beskrevs av George Francis Hampson 1910. Autoba ochreola ingår i släktet Autoba och familjen nattflyn. Inga underarter finns listade i Catalogue of Life.